# Ananie Nkurunziza
Ananie Nkurunziza va ser un presentador (animateur) de l'emissora de ràdio ruandesa Radio Télévision Libre des Mille Collines (RTLM), que va tenir un paper significatiu en la incitació al genocidi de Ruanda. Igual que altres locutors de l'emissora, Nkurunziza ha incitat a la violència contra els tutsis i hutus moderats a les ones.
A les ones, Nkurunziza actuava com a analista polític, assumint el rol d'intel·lectual seriós i analitzat notícies notícies estrangeres. Els segments de Nkurunziza representaven aproximadament un 11% de temps de transmissió de RTLM. Com a animador, va rebre el quart millor temps de l'emissió.
Abans d'unir-se a RTLM, Nkurunziza treballava com un oficial d'intel·ligència. Va mantenir els seus vincles amb les comunitats de intel·ligència i policia de Ruanda durant el seu mandat en RTLM.
El parador de Nkurunziza va ser desconegut des de 2007.